# Silberhorn (Liechtenstein)
Il Silberhorn con 2.150 m s.l.m. è una montagna della Catena del Reticone nelle Alpi Retiche occidentali. Si trova nel comune di Triesenberg, Vaduz e Schaan.